# Иродиада (опера)
Иродиада (фр. Hérodiade) — опера в четырёх актах французского композитора Жюля Массне. Французское либретто написано Полем Милье и Анри Гремоном по мотивам повести Гюстава Флобера «Иродиада» (1877).
Премьера состоялась 19 декабря 1881 года в Брюсселе в Театре Ла Монне. Дирекция Парижской оперы (Огюст Эммануэль Вокорбей) отклонила оперу Массне из-за слабости либретто. Оно было переработано при участии Андре Занардини, и в 1884 году опера была поставлена в Париже.

## Действующие лица
| Иоанн, пророк                    | тенор         |
| Ирод, царь Иудеи                 | баритон       |
| Иродиада, его жена               | меццо-сопрано |
| Саломея, дочь Иродиады           | сопрано       |
| Фануэль, советник царя           | бас           |
| Вителлий, римский наместник      | баритон       |
| Купцы, солдаты, рабы, танцовщицы |               |

## Либретто

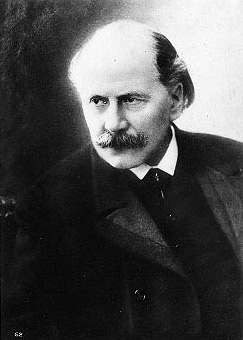
Жюль Массне

### Акт первый
Перед входом во дворец Ирода
Купцы, горожане, слуги. Идет спор по религиозным вопросам. Обсуждают появление нового пророка Иоанна, который обличает злоупотребления царя и особенно царицы. Фануэль разгоняет толпу. Появляется танцовщица Саломея. Она прибыла в столицу по приглашению Ирода. Одновременно она ищет мать, которая оставила её в детстве. По пути она встретила Иоанна. Он зачаровал её своим видом и речами. Фануэль уводит Саломею во дворец. Из дворца выходит Ирод. Он охладел к жене. Теперь его сжигает страсть к Саломее, и он специально вызвал её сюда. Вслед за Иродом появляется Иродиада. Она упрекает мужа в невнимании. Требует арестовать Иоанна, который в своих проповедях оскорбляет прежде всего её. Издалека доносится голос Иоанна, и царь с царицей скрываются во дворце. Входит Иоанн. Навстречу ему выходит Саломея. Она влюблена в молодого пророка и не стесняясь предлагает ему свою любовь. Иоанн стыдит Саломею, заявляет, что тоже любит её, но духовной любовью.

### Акт второй
Картина первая. Покои Ирода во дворце
Ирод продолжает мучиться от неудовлетворенной страсти к Саломее. Его тоску пытаются развеять вавилонские танцовщицы. Но царь безутешен. Появляется Фануэль. Он призывает Ирода оставить в покое Саломею и заняться политикой. Необходимо укрепить царскую власть. Изолировать пророков. Ирод согласен. Он предпочитает казнить Иоанна и других проповедников, но Фануэль опасается народных волнений и предлагает их только арестовать.
Картина вторая. Перед Иерусалимским храмом
Ирод и Фануэль с войском готовятся арестовать Иоанна и проповедников. Народ волнуется. Иродиада настаивает на аресте Иоанна. Обстановка накаляется. В этот момент прибывает римский наместник Вителлий с римлянами. По просьбе первосвященников он возвращает находившиеся в Риме святыни храма. Внимание народа переключается. Стражники Ирода вместе с римлянами арестовывают Иоанна.

### Акт третий
Картина первая. Покои Фануэля
Фануэль над магическими картами размышляет о судьбе государства. Входит Иродиада. Она просит у Фануэля совета, как вернуть расположение мужа. Фануэль советуется со звездами и говорит Иродиаде, что помочь ей может только дочь, которую она потеряла давно, и что эта дочь — Саломея. Иродиада отрицает это. Она говорит, что её дочь умерла в детстве.
Картина вторая. Иерусалимский храм
Саломея пришла ещё раз признаться в любви Иоанну, который временно содержится в храме. Она взволнована, ей слышится голос, воспевающий неземную любовь. Но в это же время в храм пришёл Ирод, он хочет привлечь Иоанна на свою сторону. Увидев Саломею, Ирод объясняется ей в любви. Саломея отказывает царю. Разгневанный Ирод клянется отомстить ей. В храм сходятся люди. Они пришли просить Вителлия освободить Иоанна. Входят Ирод, Иродиада, Вителлий и Фануэль. Просьбы первосвященников и народа Вителлий переадресовывает Ироду. Ирод склонен освободить Иоанна, если тот будет помогать ему в его политических планах. Иродиада категорически против. Она требует казни пророка. Саломея просит за Иоанна и признается, что любит его. Услышав, что Саломея отвергла его ради Иоанна, Ирод принимает решение заключить пророка в темницу, а затем казнить

### Акт четвёртый
Картина первая. Темница
Иоанна не страшит казнь. Он умрет ради идеи. В темницу проникает Саломея. На пороге смерти Иоанн признается, что любит Саломею. Он призывает её жить, но Саломея обещает умереть вместе с Иоанном. Стражники уводят Иоанна на казнь, а Саломею во дворец, где начался пир.
Картина вторая. Большой зал во дворце
Ирод и Вителлий пируют. Их развлекают танцовщицы. Последней должна выступать Саломея. Она входит и умоляет сохранить жизнь Иоанну. Она готова исполнить любые условия Ирода. Ирод готов уступить. Но в этот момент входит палач с окровавленным мечом — казнь состоялась. Не помня себя, Саломея хватает кинжал и хочет заколоть Ирода и Иродиаду. Царица признается, что она мать Саломеи. Тогда Саломея вонзает кинжал себе в грудь.